# Metra
Il Metra è il servizio ferroviario suburbano a servizio dell'area metropolitana di Chicago, nello Stato dell'Illinois. Si compone di 11 linee che servono 241 stazioni, per un'estensione totale di oltre 784 km. Delle 11 linee totali, 7 sono gestite direttamente dalla Metra, 3 sono gestite dalla Union Pacific Railroad e una dalla BNSF Railway.
Nel 2015, con i suoi 73 071 100 passeggeri è risultato il quarto servizio ferroviario suburbano più trafficato di tutti gli Stati Uniti d'America e il primo situato al di fuori dell'area metropolitana di New York.

## La rete
| Linea                    | Percorso                                               | Lunghezza | Stazioni | Gestore |
| ------------------------ | ------------------------------------------------------ | --------- | -------- | ------- |
| BNSF                     | Chicago Union ↔ Aurora                                 | 60,4 km   | 26       | BNSF    |
| Heritage Corridor        | Chicago Union ↔ Joliet                                 | 59,9 km   | 6        | Metra   |
| Metra Electric District  | Millennium ↔ University Park/South Chicago/Blue Island | 50,7 km   | 49       | Metra   |
| Milwaukee District North | Chicago Union ↔ Fox Lake                               | 79,7 km   | 22       | Metra   |
| Milwaukee District West  | Chicago Union ↔ Elgin/Big Timber Road                  | 64,1 km   | 22       | Metra   |
| North Central Service    | Chicago Union ↔ Antioch                                | 85,0 km   | 18       | Metra   |
| Rock Island District     | LaSalle Street ↔ Joliet                                | 75,3 km   | 26       | Metra   |
| SouthWest Service        | Chicago Union ↔ Manhattan                              | 65,7 km   | 13       | Metra   |
| Union Pacific North      | Ogilvie Transportation Center ↔ Kenosha                | 83,5 km   | 27       | UP      |
| Union Pacific Northwest  | Ogilvie Transportation Center ↔ Harvard/McHenry        | 113,5 km  | 23       | UP      |
| Union Pacific West       | Ogilvie Transportation Center ↔ Elburn                 | 70,2 km   | 19       | UP      |